# Ray (Iran)
Ray of Rey is de voormalige ruïnenstad en tegenwoordig een industriestad Šahr-e Ray (Perzisch:|شهر ری ) of Shar-e-Ray (stad van Ray) gelegen in het noorden van Iran op ongeveer 15 km ten zuiden van de Iraanse hoofdstad Teheran, die voor de zeventiende eeuw zelf een voorstad van Ray was. De stad maakt nu deel uit van Groot-Teheran en is door de metro verbonden met de hoofdstad.

## Naam
De stad werd Ragâ genoemd in de Avesta, Rages in de Hebreeuwse Bijbel, Rhages (Oudgrieks : Ῥάγες) onder Alexander de Grote en daarna Europos (Oudgrieks: ευρωπος) door de Seleuciden en ook nog Arsakia (Oudgrieks: Ἀρσακία) door de Parthen.

## Geschiedenis

### Het antieke Ray
De eerste vondsten betreffende menselijke activiteit op het Iraanse plateau gaan terug tot het Midden-paleolithicum met vondsten in grotten in het Zagrosgebergte van ca. 100.000 v.Chr., maar sporen van vestiging komen pas voor vanaf het 8e en het 7e millennium v.Chr. Een eerste vestiging in Ray kan men situeren omstreeks 5.000 v.Chr. waarbij al duidelijk sporen van landbouwactiviteit worden gevonden. Archeologisch onderzoek tussen 1933 en 1936 op de Cheshmeh Ali heuvel onder de leiding van Dr. Erich Schmidt leverde artefacten op uit die tijd.
Maar de dorpen evolueren niet tot steden en er is geen schriftelijke overlevering uit die periode. Vanaf het late 2e millennium tot in het begin van het 1e millennium vestigen de Iraanse volkeren zich op het Iraanse plateau. Ze beleden het Zoroastrisme. De Gebri-crypte, een zoroastrische begraafplaats zou uit die tijd afkomstig zijn. De Arabische geograaf Yâqût ar-Rûmî (1179-1229) schrijft over Ray: “Ustûnâwand een fort in het Danbawand district dat 3000 jaar oud was zou een versterkte plaats geweest zijn van de Masmoghân (grote magiër), een Zoroastrische hogepriester”.
Ray zou de hoofdstad zijn geweest van het rijk van de Meden maar werd als hoofdstad vervangen door Ekbatana in de tijd van Cyaxares (ca. 715 - 675 v.Chr.). Ray wordt in de Shahnameh genoemd als de stad waarin de Turaanse aanvoerder Afrasyab zich terugtrekt tijdens zijn strijd met Zal. Ray was gelegen aan de belangrijke weg die men later zijderoute is gaan noemen. De stad was gelegen op het kruispunt van de wegen tussen Ekbatana en Herat en van Tabriz en Isfahan. Het rijk van de Meden werd in 550 v.Chr. veroverd door Cyrus II de Grote, die de daaropvolgende Iraanse dynastie vestigde: de Achaemeniden. De opstandige Medische koning Phraortes zou in Ray gearresteerd geweest zijn door de troepen van Darius I. De stad werd verwoest door Cyrus de Grote of Darius I.
Na zijn nederlaag tegen Alexander de Grote (330 v.Chr.) zou Darius III via Ray gevlucht zijn.
Ten tijde van Seleucus I, de opvolger van Alexander, werd de stad heropgebouwd. Als de Parthen rond 250 v.Chr. hun rijk stichten en zich onafhankelijk verklaren van de Seleuciden wordt de stad Arsakia genoemd en is het de zomerresidentie van de Arsaciden-dynastie. In de 3e eeuw (224) worden de Parthen verdreven door de Sassaniden, die aan de macht zullen blijven tot de verovering van Perzië door de Arabieren in 642. De laatste heerser van de Sassaniden was Yazdagird III. Een dochter van Yazdagird, Shahrbanu, zou een van de vrouwen van Hoessein ibn Ali zijn geworden. Zij baarde hem verschillende kinderen en op die manier werd de lijn van de Sassnieden doorgetrokken bij de nieuwe Arabische heersers.

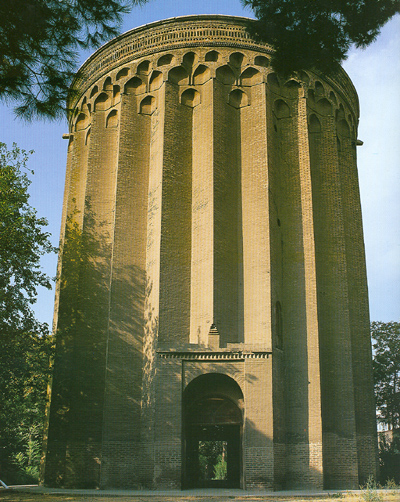
Tombe van Toghrül Beg in Ray

### Islamitisch Kalifaat
Na een aardbeving werd de stad op bevel van de Kalief heropgebouwd. De Abbasidenkalief Haroen ar-Rashid zou in 765 in Ray geboren zijn. Al-Ma'mun zijn tweede zoon versloeg in 812 zijn halfbroer al-Amin met zijn troepen uit Bagdad. Een Zaidietische tegenkalief uit Dailam viel in 874 Ray aan en in 932 veroverde Ali-Hasan Rukn ad-Daula van de dynastie van de Buyden de stad. Hij bevorderde het Sjiisme maar in 1023 werd deze Perzische dynastie verdreven door Mahmud van Ghazni. Een van de zonen van de laatste Buyde probeerde van de nederlaag in 1040 van de Ghaznaviden tegen de Seltsjoeken te profiteren om het bewind van de Buyden te herstellen maar in 1041-1042 viel de stad in de handen van Ibrahim Inal en een jaar later nam zijn pleegbroer Togrul Beg de leiding over. Hij maakte Ray tot zijn residentie. De stad bleef de residentie van de Buyidische en Seltsjoekse emirs en sultans tot in de 12e eeuw en tot de tijd van de Abassiden kalief Al-Muqtafi (1136-1160) beheersten ze eigenlijk ook de hoofdstad Bagdad.
De stad verzette zich hevig tegen de aanvallen van de Mongolen onder de leiding van Dzjengis Khan maar zal zich hiervan niet meer herstellen. De genadeslag werd toegebracht door een nieuwe aanval door de legers van Timoer Lenk in 1400. De stad raakte volledig in verval en Teheran nam de rol als regionaal centrum over.

## Bezienswaardigheden

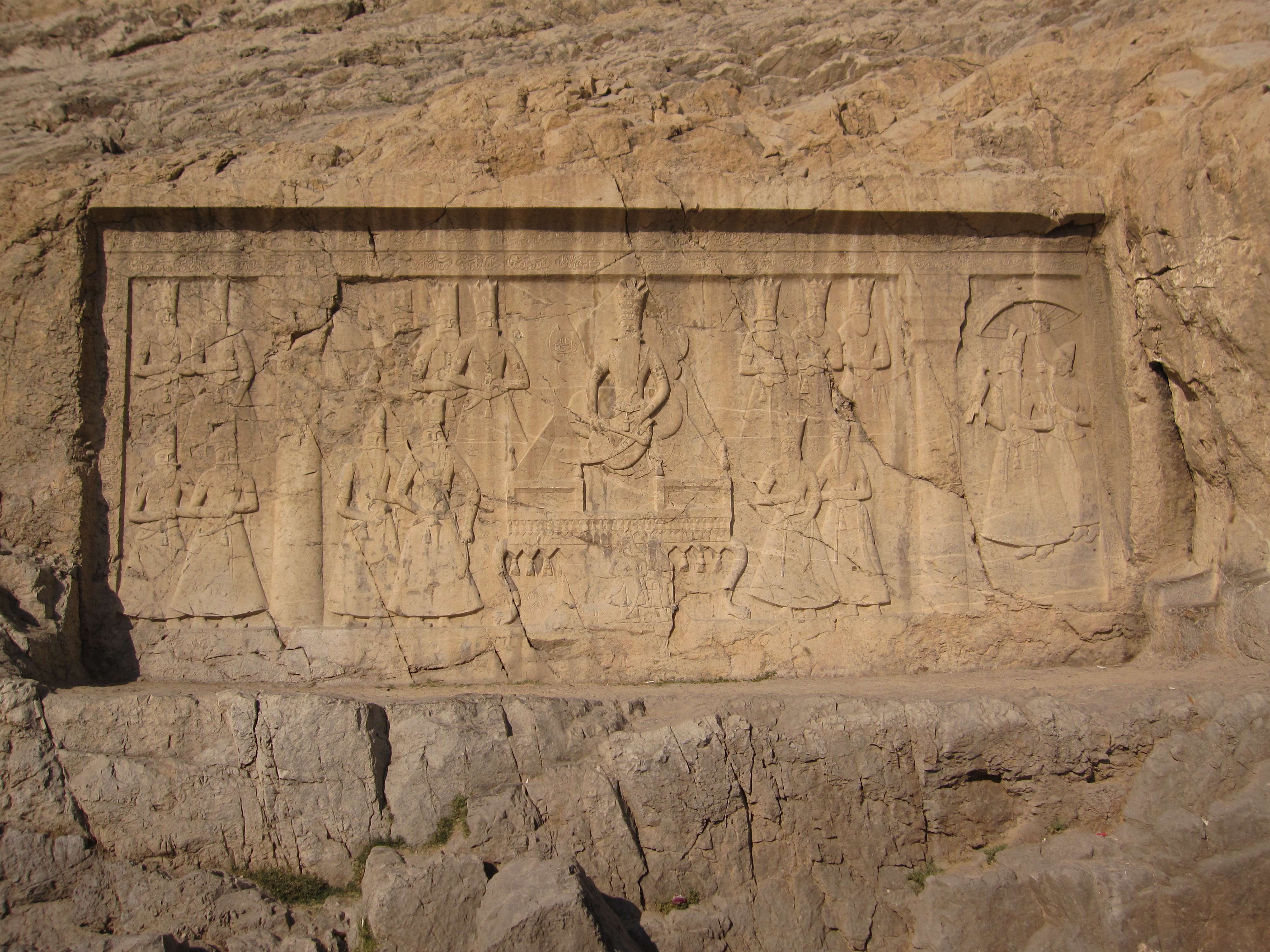
Bas-reliëf aan de Cheshmeh Ali heuvel

### Cheshmeh Ali heuvel
Aan deze heuvel waar een bron ontspringt, vestigden zich waarschijnlijk de eerste sedentaire bewoners van Ray omstreeks 5000 v.Chr. zoals bleek uit opgravingen door archeologen van het Boston Museum voor Schone Kunsten en de Philadelphia University Cultural Foundation onder leiding van Dr. Smith. Toen Ray de zomerresidentie werd van de Kadjaren (1796-1925), werd onder het bewind van Sjah Fath'Ali Kadjar, de heuvel aangelegd als een lusttuin en werd het portret van Sjah Fath'Ali en andere Kadjar prinsen, gebeeldhouwd in een rots. In de omgeving werden ook tabletten met poëzie erop aangebracht.

### Toghrül toren
Dit gebouw werd opgetrokken tijdens het bewind van de Seltsjoekse heerser Toghrül Beg. De toren is gebouwd met baksteen en is 20 m hoog. Origineel werd hij bekroond met een kegelvormige koepel, maar die is bij een aardbeving ingestort. De omtrek van de toren heeft een stervorm met 24 hoeken. De toren fungeerde eigenlijk als een astronomische klok, in de muren waren openingen die toelieten de seizoenen en de exacte tijd te bepalen door de inval van het zonlicht door die openingen te observeren. De openingen werden gedicht onder het bewind van de Kadjaren. Er wordt gezegd dat Toghrül Beg in de toren zou begraven zijn maar daar zijn geen bewijzen van.

### Mausoleum van Hazrat Abdol-Azim al-Hassani
Abdol-Azim was een kleinzoon van Iman Hassan of Hassan ibn Ali, een kleinzoon van de profeet Mohammed. In het mausoleum zijn ook de graven van Hazrat Imamzadeh Hamzeh ibn Imam Musa al-Kazim en Imamzadeh Taher ibn Imam Ali ibn Husayn. Het is een van de heilige plaatsen van het sjiisme. Abdol-Azim vestigde zich in Ray en stierf er in de 9e eeuw.
Het complex bestaat uit een portaal met een ruime iwan die uitgeeft op een aantal binnenplaatsen, een gouden koepel, twee minaretten, een tombe en een moskee. Het oudste deel is de gevel in baksteen en inscripties in Koefisch schrift die teruggaan tot de periode van de Seltsjoeken in het begin van de 13e eeuw. Het portaal met de iwan zijn van de tijd van Tahmasp I, een Safawidische vorst die regeerde tussen 1524 en 1576. De met zilver belegde tombe werd gemaakt in opdracht van Fath'Ali, de man die ook de tuin op de Cheshmeh Ali heuvel liet aanleggen.

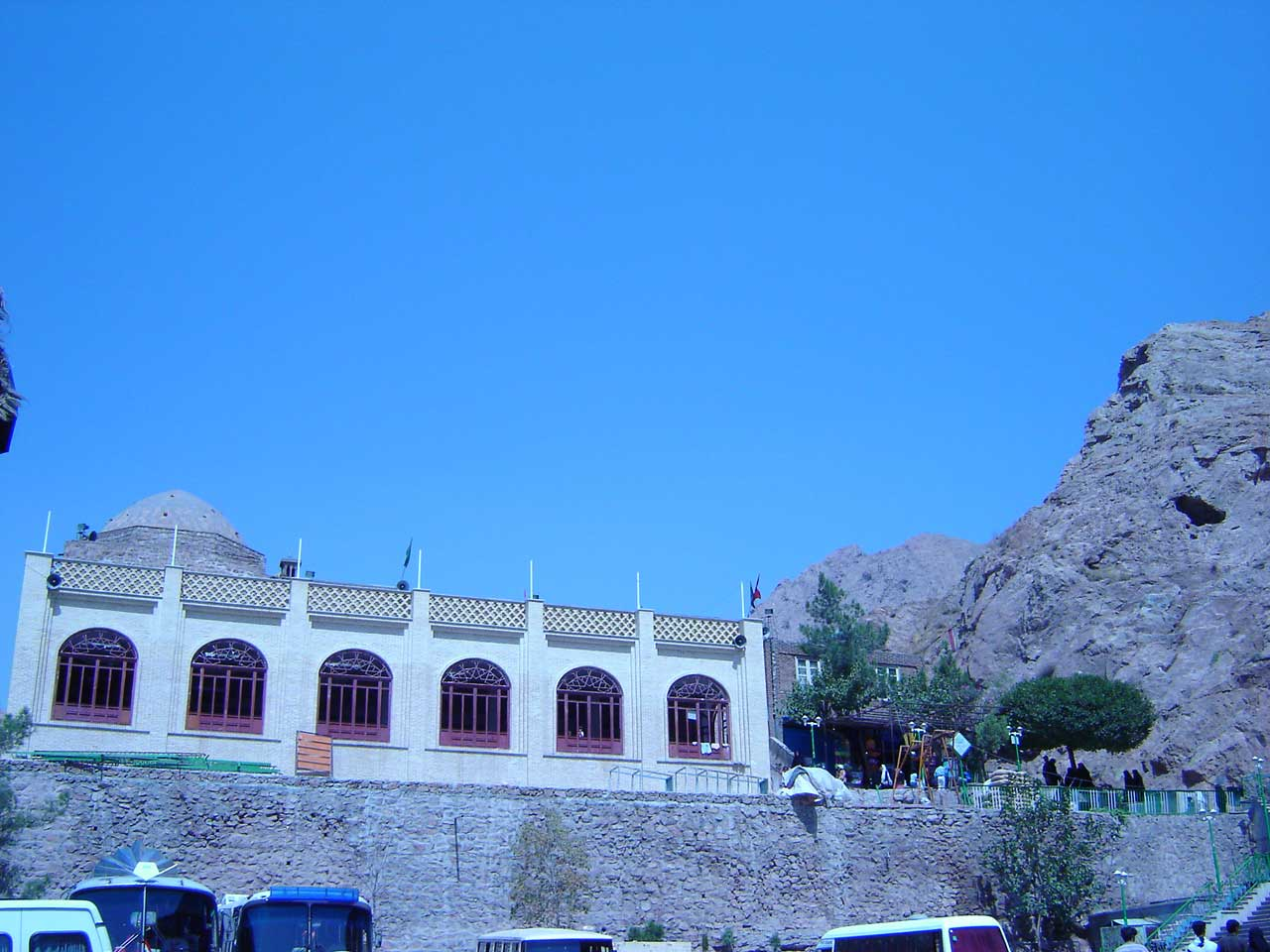
Het graf van Bibi Shahr Banu

### Het graf van Bibi Shahr Banu
Dit graf is gelegen in de zuidelijke rand van de Ray bergen, en is de laatste rustplaats van Bibi Shahr Banu, de dochter van Yazdagird III en de moeder van Ali ibn al-Husayn Zayn al-'Abidin, hoewel dit wordt betwist.
Het monument bestaat uit ommuurde binnenpleinen met een portaal met een iwan. Het graf bestaat uit een geëmailleerde koepel van 33 m hoog en 22 m doormeter. Het monument zou gebouwd zijn in de tijd van de Dailamieten of Buyden.

### Gebri-crypte
De aanhangers van het Zoroastrisme die in de regio gewoond hadden begroeven of cremeerden hun doden niet zodat ze noch de aarde noch het vuur zouden verontreinigen door contact met het volgens hen onreine stoffelijk overschot. Ze lieten het lichaam in open lucht vergaan en als prooi voor roofvogels op een bouwsel dat Dakhma werd genoemd. Het gebeente werd daarna begraven. Men vermoedt dat de Gebri-crypte een dergelijk bouwsel was. Het is uit ongeveer 1000 v.Chr. en het is een cirkelvormig gebouw van ongeveer 6 meter hoog opgetrokken uit steen en mortel.

## Geboren
- Haroen ar-Rashid (ca.766-809), kalief